# 王者匡
王者匡（Harry Wong，1963年1月17日—），原名王家怡，綽號Harry哥哥，生於香港，香港音樂家、魔術師和兒童節目主持人，數十年來曾主持多個兒童節目，與譚玉瑛一樣長青。
目前是香港電台兒童電視節目《Harry哥哥好鄰居》系列擔任主持人兼創作總監（2016年11月28日至今）。

## 生平
王者匡父親為已故香港第一代兒童電視節目主持人，人稱加明叔叔的王曦（1923年－2017年8月28日）。畢業於聖保羅男女中學、中華基督教青年會中學（1980年畢業）及英國皇家音樂學院，他更為人知道的稱呼是Harry哥哥。
在24歲時第一次結婚，和第一任妻子育有一子一女，在長子16歲時和第一任妻子離婚。現任妻子為日本籍小提琴家一丸綾子，二人育有一子。
他於利物浦大學完成音樂教育及商業音樂課程後投身成為音樂家及教師。他是倫敦聖三一音樂學院院士（牧童笛）及歐洲牧童笛協會會員。作為香港著名兒童音樂教育專家，對香港學界貢獻良多，他所編著的音樂教科書《今日音樂》及牧童笛教程均樂為香港小學廣泛採用。
他曾任兒童話劇監制、唱片騎師、音樂導師、廣告人。
王者匡的音樂創作曾收錄於《五行欠玩》唱片裡，他亦同時以中文演繹韋史葛的歌曲，此唱片在美國獲得「2004北美親子刊物金獎」及「2004父母推介獎」。
1986年加入香港電台，主持電視兒童節目。曾於2011年至2012年主持香港電台第二台節目《388放題》，也是現時「Kido Town」東主。
1991年轉到新成立的新城電台，任《精選104》雙語節目的主持人，1996年擢升為精選104台的台長。
王者匡曾獲邀擔任香港管弦樂團、香港舞蹈團、香港中樂團的表演嘉賓。現除了定期為香港、澳門、英國、加拿大、德國等地的觀眾設計及推出老少咸宜的表演外，他亦經常為各地大型活動擔任司儀和表演者，藝蹤處處。 舞台近作有：《五行欠玩》、《無嗰樣‧變嗰樣》、《我爹爹係魔術師1及2》、《腦筋斗》、《兒歌勁BAND SHOW》、《波波騷》、《魔力時計》等，均獲得一致好評。
除了作台上演出外，王者匡也是一項名為「變出彩虹」的魔術治療計劃的創辦人，活動內容包括與職業治療師合作，指導殘疾人士玩魔術，以達到治療功效。
他亦曾在亞洲電視、無綫電視和有線兒童台等主持兒童節目。曾經每周六在無綫電視主持的《開心小跳豆》不但有小朋友收看，更有不少大學生收看。
2018年為聾人機構「龍耳」拍攝公益宣傳片，宣傳聾健共融。
王者匡的長子現時亦是兒童節目的主持，一家三代人都是兒童節目主持。

## 外部連結
- 名人戰商界——Harry哥哥以尊重為本 搞兒童教育會所 頭條日報
- Harry哥哥 音樂湊仔魔法 (東周刊) （页面存档备份，存于）
- 兒童節目主持Harry哥哥：父母是子女的人生指南針 （页面存档备份，存于）
- 名人親子——相隔20年再為父 Harry哥哥從頭學起 （页面存档备份，存于）
- 王者匡的Facebook專頁